# Ritli Hill
Ritli Hill är en kulle i Antarktis. Den ligger i Sydshetlandsöarna. Argentina, Chile och Storbritannien gör anspråk på området. Toppen på Ritli Hill är 16 meter över havet.
Terrängen runt Ritli Hill är kuperad åt nordost, men åt nordväst är den platt. Havet är nära Ritli Hill åt sydväst. Trakten är obefolkad. Det finns inga samhällen i närheten. 